# 항저우 샤오산 스포츠 센터
항저우 샤오산 스포츠 센터 스타디움(중국어 간체자: 杭州萧山体育中心)은 중국 항저우시 샤오산구에 있는 다목적 경기장으로, 1998년 개장했다.